# Chris Simon
Chris Simon (né le 30 janvier 1972 à Wawa en Ontario au Canada et mort le 18 mars 2024) est un joueur professionnel canadien de hockey sur glace. Il est d'origine ojibwé.

## Carrière
Simon a été choisi lors du repêchage d'entrée dans la Ligue nationale de hockey en 1990 par les Flyers de Philadelphie au cours de la seconde ronde (25e place au total). Il a joué au niveau junior dans la Ligue de hockey de l'Ontario avec les 67 d'Ottawa puis les Greyhounds de Sault-Sainte-Marie. Éprouvant des problèmes d'alcoolisme, c'est son entraîneur des Greyhounds, Ted Nolan, qui l'aide à cesser de boire. 
Son passage à Philadelphie est de courte durée puisqu'il ne jouera même pas pour les Flyers et rejoint par la suite les Nordiques de Québec. Il fait alors partie d'un des plus gros échanges de l'histoire de la LNH en compagnie de Peter Forsberg, Steve Duchesne, Kerry Huffman, Mike Ricci, Ron Hextall, ainsi que de l'argent et des choix de première ronde pour des futurs repêchages en échange d'Eric Lindros. Il joue pour les Nordiques trois saisons puis suit la franchise qui déménage et devient l'Avalanche du Colorado. Il remporte alors la Coupe Stanley 1996. Il est par la suite échangé aux Capitals de Washington avec lesquels il joue sept saisons.
Ensuite, il joue pour les Blackhawks de Chicago pendant une saison, une autre avec les Rangers de New York et enfin deux de plus avec les Flames de Calgary. Il aide les Flames à atteindre la finale de la Coupe Stanley en 2004, marquant cinq buts en 16 matchs éliminatoires, mais son équipe perd la finale en sept matchs face au Lightning de Tampa Bay. 
Il signe comme agent libre avec les Islanders de New York le 11 juillet 2006 et au cours de l'été 2007, il signe une prolongation de contrat d'un an avec les Islanders pour 800 000 $.
Le 10 mars 2007, il porte un coup de crosse contre l'attaquant des Rangers de New York Ryan Hollweg puis est expulsé du match. Il est suspendu pour 25 matchs à la suite de ce geste, la plus longue suspension d'un joueur dans l'histoire de la LNH en ce temps-là.
À la suite de cette suspension, il rate le reste de la saison régulière 2006-2007, les séries éliminatoires ainsi que les premiers matchs de la saison 2007-2008. Il récidive lors de cette saison contre le joueur des Penguins de Pittsburgh Jarkko Ruutu. Il marche avec son patin sur le pied de Ruutu et est exclu du match. La LNH décide de le suspendre alors pour 30 rencontres, battant du même coup son précédent record.
Le 26 février 2008, les Islanders l'envoient au Wild du Minnesota en retour d'un choix de sixième ronde au repêchage.
Le 19 mai 2008, il signe un contrat avec l'équipe russe du Vitiaz Tchekhov, qui évolue dans la Ligue continentale de hockey (KHL). Durant son séjour en Russie, il joua aussi pour HK Dinamo Moscou et le Metallourg Novokouznetsk.

## Trophées et honneurs personnels
- Ligue nationale de hockey
  - 1996 : champion de la Coupe Stanley avec l'Avalanche du Colorado
- Ligue continentale de hockey
  - 2009-2010 : participe avec l'équipe Jágr au deuxième Match des étoiles.
  - 2011 : participe avec l'association de l'Ouest au troisième Match des étoiles.

## Statistiques
| Saison     | Équipe                           | Ligue      |     | Saison régulière | Saison régulière | Saison régulière | Saison régulière | Saison régulière |    | Séries éliminatoires | Séries éliminatoires | Séries éliminatoires | Séries éliminatoires | Séries éliminatoires |
| Saison     | Équipe                           | Ligue      | PJ  | B                | A                | Pts              | Pun              | PJ               | B  | A                    | Pts                  | Pun                  |                      |                      |
| 1988-1989  | 67 d'Ottawa                      | LHO        | 36  | 4                | 2                | 6                | 31               | -                | -  | -                    | -                    | -                    |                      |                      |
| 1989-1990  | 67 d'Ottawa                      | LHO        | 57  | 36               | 38               | 74               | 146              | 3                | 2  | 1                    | 3                    | 4                    |                      |                      |
| 1990-1991  | 67 d'Ottawa                      | LHO        | 20  | 16               | 6                | 22               | 69               | 17               | 5  | 9                    | 14                   | 59                   |                      |                      |
| 1991-1992  | 67 d'Ottawa                      | LHO        | 2   | 1                | 1                | 2                | 24               | -                | -  | -                    | -                    | -                    |                      |                      |
| 1991-1992  | Greyhounds de Sault-Sainte-Marie | LHO        | 31  | 19               | 25               | 44               | 143              | 11               | 5  | 8                    | 13                   | 49                   |                      |                      |
| 1992-1993  | Citadels d'Halifax               | LAH        | 36  | 12               | 6                | 18               | 131              | -                | -  | -                    | -                    | -                    |                      |                      |
| 1992-1993  | Nordiques de Québec              | LNH        | 16  | 1                | 1                | 2                | 67               | 5                | 0  | 0                    | 0                    | 26                   |                      |                      |
| 1993-1994  | Nordiques de Québec              | LNH        | 37  | 4                | 4                | 8                | 132              | -                | -  | -                    | -                    | -                    |                      |                      |
| 1994-1995  | Nordiques de Québec              | LNH        | 29  | 3                | 9                | 12               | 106              | 6                | 1  | 1                    | 2                    | 19                   |                      |                      |
| 1995-1996  | Avalanche du Colorado            | LNH        | 64  | 16               | 18               | 34               | 250              | 12               | 1  | 2                    | 3                    | 11                   |                      |                      |
| 1996-1997  | Capitals de Washington           | LNH        | 42  | 9                | 13               | 22               | 165              | -                | -  | -                    | -                    | -                    |                      |                      |
| 1997-1998  | Capitals de Washington           | LNH        | 28  | 7                | 10               | 17               | 38               | 18               | 1  | 0                    | 1                    | 26                   |                      |                      |
| 1998-1999  | Capitals de Washington           | LNH        | 23  | 3                | 7                | 10               | 48               | -                | -  | -                    | -                    | -                    |                      |                      |
| 1999-2000  | Capitals de Washington           | LNH        | 75  | 29               | 20               | 49               | 146              | 4                | 2  | 0                    | 2                    | 24                   |                      |                      |
| 2000-2001  | Capitals de Washington           | LNH        | 60  | 10               | 10               | 20               | 109              | 6                | 0  | 1                    | 1                    | 4                    |                      |                      |
| 2001-2002  | Capitals de Washington           | LNH        | 82  | 14               | 17               | 31               | 137              | -                | -  | -                    | -                    | -                    |                      |                      |
| 2002-2003  | Capitals de Washington           | LNH        | 10  | 0                | 2                | 2                | 23               | -                | -  | -                    | -                    | -                    |                      |                      |
| 2002-2003  | Blackhawks de Chicago            | LNH        | 61  | 12               | 6                | 18               | 125              | -                | -  | -                    | -                    | -                    |                      |                      |
| 2003-2004  | Rangers de New York              | LNH        | 65  | 14               | 9                | 23               | 225              | -                | -  | -                    | -                    | -                    |                      |                      |
| 2003-2004  | Flames de Calgary                | LNH        | 13  | 3                | 2                | 5                | 25               | 16               | 5  | 2                    | 7                    | 74                   |                      |                      |
| 2005-2006  | Flames de Calgary                | LNH        | 72  | 8                | 14               | 22               | 94               | 6                | 0  | 1                    | 1                    | 7                    |                      |                      |
| 2006-2007  | Islanders de New York            | LNH        | 67  | 10               | 17               | 27               | 75               | -                | -  | -                    | -                    | -                    |                      |                      |
| 2007-2008  | Islanders de New York            | LNH        | 28  | 1                | 2                | 3                | 43               | -                | -  | -                    | -                    | -                    |                      |                      |
| 2007-2008  | Wild du Minnesota                | LNH        | 10  | 0                | 0                | 0                | 16               | 2                | 0  | 0                    | 0                    | 0                    |                      |                      |
| 2008-2009  | Vitiaz Tchekhov                  | KHL        | 40  | 8                | 20               | 28               | 263              | -                | -  | -                    | -                    | -                    |                      |                      |
| 2009-2010  | Vitiaz Tchekhov                  | KHL        | 30  | 13               | 12               | 25               | 110              | -                | -  | -                    | -                    | -                    |                      |                      |
| 2010-2011  | Vitiaz Tchekhov                  | KHL        | 43  | 16               | 12               | 28               | 130              | -                | -  | -                    | -                    | -                    |                      |                      |
| 2010-2011  | OHK Dinamo                       | KHL        | 3   | 0                | 1                | 1                | 0                | 6                | 2  | 0                    | 2                    | 18                   |                      |                      |
| 2011-2012  | Metallourg Novokouznetsk         | KHL        | 24  | 3                | 0                | 3                | 43               | -                | -  | -                    | -                    | -                    |                      |                      |
| 2012-2013  | Metallourg Novokouznetsk         | KHL        | 28  | 1                | 2                | 3                | 28               | -                | -  | -                    | -                    | -                    |                      |                      |
| Totaux LNH | Totaux LNH                       | Totaux LNH | 782 | 144              | 161              | 305              | 1824             | 75               | 10 | 7                    | 17                   | 191                  |                      |                      |